# Gary Gygax
Ernest Gary Gygax (ur. 27 lipca 1938 w Chicago, zm. 4 marca 2008 w Lake Geneva) − amerykański pisarz i twórca gier fabularnych, w tym najsłynniejszego jego dzieła, Dungeons & Dragons, którą stworzył wraz z Dave'em Arnesonem oraz wydał przy udziale Dona Kaye w 1974 w wydawnictwie Tactical Studies Rules. Pomimo iż nie był jedyną osobą, dzięki której powstały gry fabularne, potocznie uważa się go za "ojca" tego rodzaju rozrywki. Był także twórcą gier bitewnych, wargamingowych i planszowych.
Zapoczątkował konwent Gen Con.